# Сили спеціальних операцій Білорусі

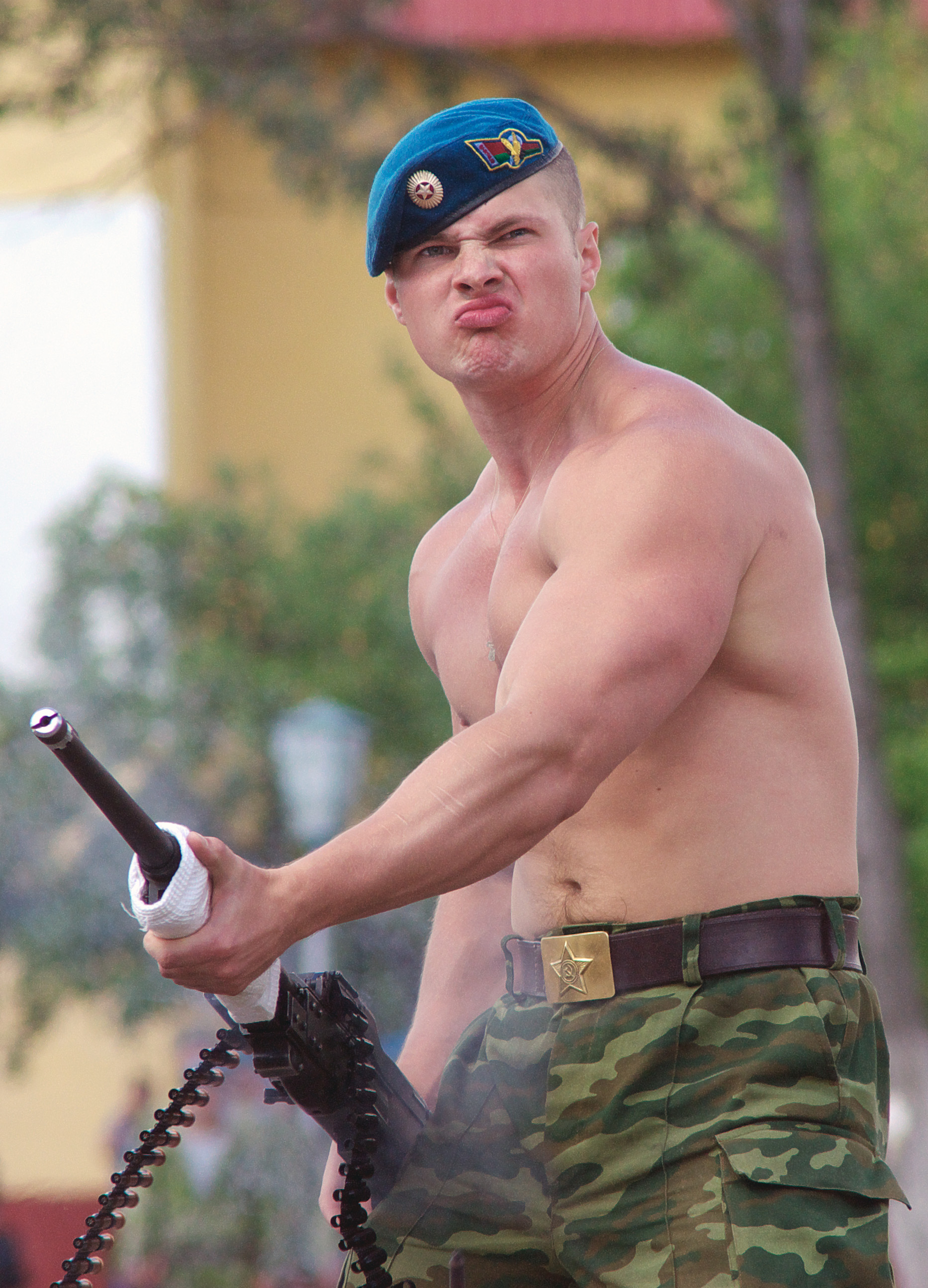
Боєць розвідроти 103-ї гвардійської окремої повітряно-десантної бригади стріляє з кулемета ПКТ.

Сили спеціальних операцій Збройних сил Республіки Білорусь (біл. Сілы спецыяльных аперацый Узброеных сіл Рэспублікі Беларусь, ССА УС РБ) — високомобільний рід військ Збройних сил Республіки Білорусь. Є наступником ПДВ СРСР у Білорусі. Основні завдання: контрдиверсійна діяльність, розвідка, виконання різних завдань спеціальними методами в цілях припинення збройного конфлікту стосовно Республіки Білорусь. Виступають одним з основних елементів стратегічного стримування.
У серпні 2020 року 5-та бригада спецназу брала участь у придушенні протестів у Білорусі.

## Склад
Сили спеціальних операцій включають в себе:
- 38-му гвардійську окрему десантно-штурмову бригаду (Берестя)
- 103-тю окрему гвардійську повітряно-десантну бригаду (Вітебськ)
- 5-ту окрему бригаду спеціального призначення (Мар'їна Горка)[3]

Є підрозділи для виконання завдань особливої важливості:
- 33 гвардійський окремий загін спеціального призначення (комплектується офіцерами і прапорщиками)
- Особливий загін спеціального призначення 5 окремої бригади спеціального призначення (офіцерська рота)
- 527-ма окрема рота спеціального призначення (З-ЗОК)
- 22-га рота спеціального призначення (ЗОК)